# Tangenta
Tangénta (tudi dotikálnica) je v matematiki premica, ki se dani krivulji v okolici dane točke najbolj prilega. Pravimo tudi, da tangenta v okolici dane točke najbolje aproksimira dano krivuljo oziroma da se dane krivulje dotika. Ustrezna točka se imenuje dotikališče.
Opozorilo: V slovenščini je to edini pomen besede tangenta. V nekaterih jezikih (npr. v angleščini) ima beseda »tangent« dva pomena, ki ju je treba v slovenščino prevajati različno: (1) tangenta, (2) tangens.

## Tangenta krožnice
Poseben primer iz elementarne geometrije je tangenta krožnice (ali tangenta na krožnico). To je premica, ki leži v isti ravnini kot dana krožnica in ima s to krožnico natanko eno skupno točko. 
Tangenta krožnice je pravokotna na polmer v dotikališču.

## Tangenta na graf funkcije
Naj bo podana funkcija f in točka T0(x0,y0), ki leži na grafu funkcije f. Tangento na graf funkcije f v točki T0 dobimo po naslednjem postopku: Najprej izberemo na grafu funkcije še drugo točko T1. Skozi obe točki poteka premica, ki graf funkcije seka v dveh točkah - imenujemo jo sekanta. Potem točko T1 približujemo dani točki T0. V limiti, ko točka T1 doseže T0, se sekanta spremeni v tangneto.
Tangenta na graf funkcije je povezna z odvodom: Odvod funkcije f pri x0 je namreč enak smernemu koeficientu tangente na graf funkcije f v točki T0(x0,y0).
Zaradi tega lahko v okolici točke T0 vrednost funkcije dobro aproksimiramo z odvodom:
{\displaystyle f(x)\doteq f(x_{0})+f'(x_{0})\cdot (x-x_{0})\!\,.}